# Vochysia eximia
Vochysia eximia är en tvåhjärtbladig växtart som beskrevs av Adolpho Ducke. Vochysia eximia ingår i släktet Vochysia och familjen Vochysiaceae. Inga underarter finns listade i Catalogue of Life.